# Cleveland Guardians
El Cleveland Guardians és un club professional de beisbol estatunidenc de la ciutat de Cleveland (Ohio) que disputa la Major League Baseball.

## Palmarès
- Campionats de l'MLB (2): 1920, 1948
- Campionats de la Lliga Americana (5): 1920, 1948, 1954, 1995, 1997
- Campionats de la Divisió Central (7): 1995, 1996, 1997, 1998, 1999, 2001, 2007

## Evolució de la franquícia
- Cleveland Guardians (1915–present)
- Cleveland Naps (1903-1914)
- Cleveland Bronchos (1902, no oficial)
- Cleveland Bluebirds/Blues (1900-1902)
- Grand Rapids Rustlers (1894-1899)

## Colors
Blau marí, vermell, blanc.

## Estadis
- Progressive Field (1994-present)
  - a.k.a. Jacobs Field (1994-2007)
- Cleveland Stadium (1932-1993) (Partits de nit i cap de setmana de 1934 a 1946)
  - a.k.a. Cleveland Municipal Stadium (1932-1974)
- League Park (1900-1946)
  - a.k.a. Dunn Field (1916-1927)

## Números retirats
- Earl Averill 3
- Lou Boudreau 5
- Larry Doby 14
- Mel Harder 18
- Bob Feller 19
- Bob Lemon 21
- Jackie Robinson 42
- Seguidor 455